# 上稲葉 (壬生町)
上稲葉（かみいなば）は栃木県下都賀郡壬生町の地名。郵便番号は321-0236（壬生郵便局管区）。

## 地理
壬生町の西部、稲葉地区（旧・稲葉村）の中部にあたり、思川と黒川の間に挟まれた台地に位置する。西部を南北に流れる思川を境に栃木市と接しており、中部を南北に国道352号（壬生通り）が通過する。東で福和田、南で下稲葉・壬生 (壬生町)甲、西で栃木市西方町金井・同市都賀町家中、北で七ツ石・羽生田と隣接する。
上稲葉はかつては下稲葉とともに稲葉ゴボウの産地として知られていたが、現在では壬生町の他の地域と同じく主に米やイチゴなどが作られている。

### 河川
- 思川
- 黒川

## 歴史
江戸時代は壬生藩領上稲葉村。もとは稲葉村であり、分村により上稲葉村・下稲葉村が成立した。日光街道壬生通り壬生宿の差村となっていた。年貢米の運び出しには壬生河岸が使われた。明治22年の町村制成立の際には稲葉村役場（現在の壬生町役場稲葉出張所）が置かれ、同村の中心地となった。

### 沿革
- 1889年（明治22年）4月1日 - 町村制施行により、栃木県下都賀郡上稲葉村が下稲葉村、羽生田村、福和田村、七ツ石村と合併し稲葉村が成立、稲葉村大字上稲葉となる。
- 1954年（昭和29年）11月3日 - 稲葉村が壬生町と合併し壬生町（2代）が成立、壬生町大字上稲葉となる。

### 地名の由来
「稲葉」の由来は田より刈り取った稲を集める場であったことより。上稲葉の対となる下稲葉も共通の由来である。

## 世帯数と人口
2017年（平成29年）7月31日現在の世帯数と人口は以下の通りである。
| 大字   | 世帯数  | 人口  |
| ------ | ------- | ----- |
| 上稲葉 | 302世帯 | 992人 |

## 交通

### 道路
下記2路線が「上稲葉」交差点で交差し、壬生町稲葉地区の交通の要衝となっている。
- 国道352号（日光西街道）：上稲葉の中心部を南北に通過する。北は鹿沼市・日光市方面、南は壬生市街・下野市方面へ連絡する。
- 栃木県道221号国谷家中停車場線：上稲葉の南部を北東から南西方向にかけて通過する。北東は国谷駅、南西は栃木市都賀町家中方面に連絡している。

## 小・中学校の学区
市立小・中学校に通う場合、学区は以下の通りとなる。
| 地区 | 小学校             | 中学校             |
| ---- | ------------------ | ------------------ |
| 全域 | 壬生町立稲葉小学校 | 壬生町立壬生中学校 |

## 施設
- 壬生町役場稲葉出張所
- 壬生町稲葉地区公民館
- 壬生町立稲葉小学校
- 稲葉郵便局

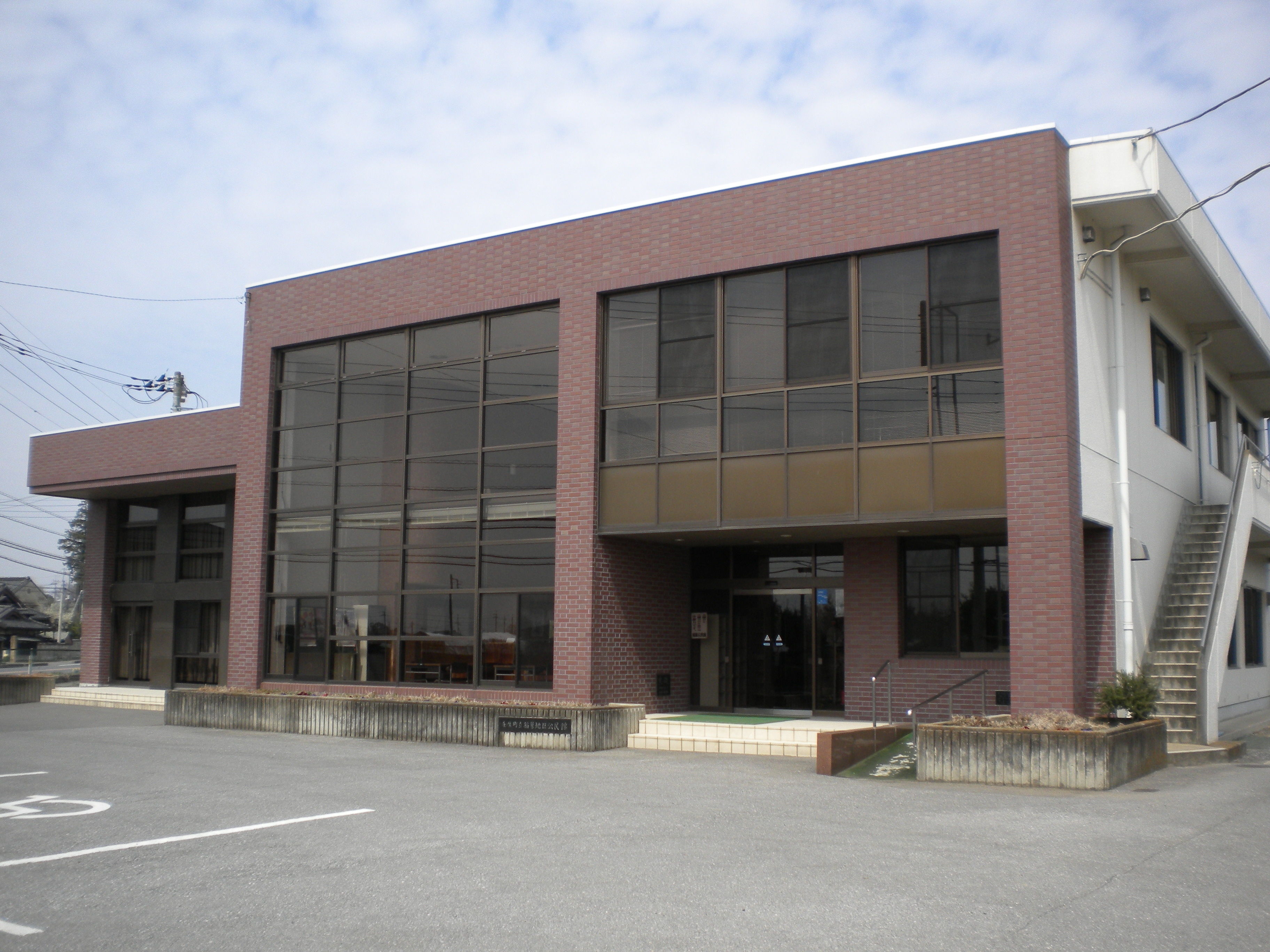
壬生町稲葉地区公民館

- 下野農業協同組合（JAしもつけ）旧稲葉支店
- 栃木警察署稲葉駐在所
- 上町研修センター
- 下馬木公民館

## 寺社
- 梅林天満宮
- 市兵衛八幡神社
- 円宗寺
- 高尾神社